# Segerdagen 1945
Segerdagen i maj 1945 är den dag då man runtom i världen firar Nazitysklands kapitulation och slutet på det andra världskriget i Europa. 
Dagen infaller däremot på olika datum i olika länder, beroende på när man räknar att kriget slutade. I större delen av Europa infaller dagen den 8 maj, medan man firar den 9 maj i Ryssland och andra delar av det forna Sovjetunionen. Skillnaden beror på att Josef Stalin inte godkände det egentliga avtalet, som undertecknades av representanter från alla fyra allierade (alltså även Sovjetunionen) i Reims, Frankrike den 8 maj kl. 23:01 CET, utan krävde en egen ceremoni utanför Berlin, i Sovjets zon. Där undertecknades ytterligare ett avtal den 9 maj kl 12:20 CET, vilket alltså är mer än 13 timmar senare. Japans kapitulation innebar slutet på andra världskriget. I USA firar man både Victory in Europe Day (VE Day) den 8 maj och Victory over Japan Day (V-J Day) den 14 augusti.

## Bakgrund
Den tyske presidenten (Reichspräsident) Karl Dönitz gav den 8 maj Wilhelm Keitel fullmakt att underteckna det andra kapitulationsdokumentet i Berlin. Dagen innan hade Alfred Jodl skrivit under det första avtalet i Reims, Frankrike. Kapitulationen skedde helt villkorslöst. I USA tillägnade presidenten Harry S. Truman, som fyllde 61 år samma dag, segern till minne av sin föregångare Franklin D. Roosevelt på grund av dennes engagemang för att avsluta kriget. Roosevelt hade avlidit den 12 april, mindre än en månad tidigare.

## Firande och helgdag

### Västeuropa och USA

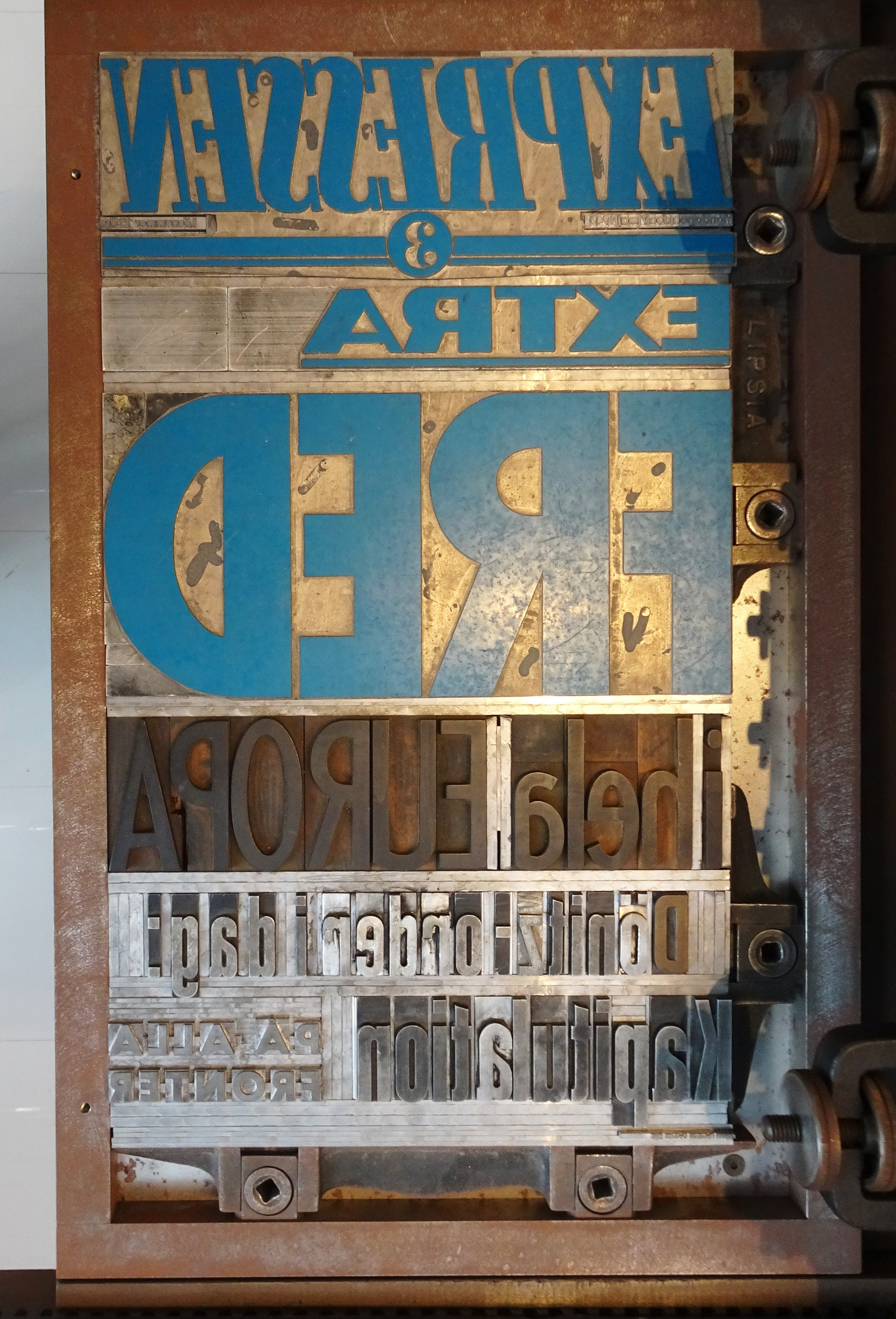
Expressens löpsedel, tryckplatta från 7 maj 1945 "Fred i hela Europa".

Sextioårsminnet av Segerdagen högtidlighölls runt om i EU och USA den 8 maj 2005. I Tallinn, Estland, var segerdagen 2007 hårt bevakad av polis med anledning av en omdiskuterad flytt av den så kallade Bronssoldaten. Medan Estland officiellt firade 8 maj var det många ryskspråkiga som samlades både vid statyn och dess tidigare plats den 9 maj.
I Norge firas Tysklands kapitulation på Frigjøringsdagen den 8 maj, som är en av Norges officiella flaggdagar.

### Ryssland och OSS
Under den sovjetiska tiden firades alltid den 9 maj som segerdagen i Stora fosterländska kriget, med parader av Sovjetarmén på Röda torget i Moskva. Denna högtidsdag har levt vidare i det post-kommunistiska Ryssland. Segerdagen är idag en flitigt firad nationell helgdag i Ryssland och några andra länder i Oberoende staters samvälde. Firandet är störst i Ryssland där en mängd militärparader hålls, varav en traditionellt går över Röda torget i Moskva. De första två åren efter kriget var dagen helgdag men 1947 beslöt man att dagen skulle vara en traditionell arbetsdag och så fortsatte den att vara fram till tjugoårsjubileet 1965. Då återinrättades datumet som en firad helgdag i Sovjetunionen, vilket den också fortsatte vara fram till Sovjetunionens upplösning. Paraderna och firandet upphörde till stor del under de närmaste åren efter kollapsen men dagen återinrättades än en gång till segerdagens femtioårsjubileum 1995 då Moskva tillät två parader, en för fotsoldater över Röda torget och en med deltagare från trupperna och övrigt militärt maskineri över kullen Poklonnaya. Sedan dess har dagen firats med årliga parader över Röda torget. Det är också en dag då överlevande krigsveteraner samlas och hedras. Många ryska familjer passar också på att göra en vårutflykt.
I den ryska propagandan kring segerdagen döljs det faktumet att andra världskriget började som ett samarbete mellan Nazityskland och Sovjetunionen. Hitler och Stalin ingick en hemlig pakt 1939 för att dela upp Östeuropa. Molotov-Ribbentrop-avtalet banade väg för den gemensamma förstörelsen av Polen. Hitler invaderade från väst den 1 september, Stalin följde från öst den 17 september. Under de följande månaderna invaderade Sovjetunionen Finland, annekterade Baltikum och erövrade territorier i Rumänien. Mellan 1939 och 1941 levererade Sovjet olja, spannmål och råvaror till Nazityskland vilket var en förutsättning för Tysklands erövringar i Europa. Utan sovjetiska resurser hade Hitlers tidiga kampanjer kanske stannat av. Stalin var Hitlers partner i krigsbrotten, tillsammans startade de kriget som skulle döda över 70 miljoner människor.

#### Terrordåd i samband med firandet
- 2002: En bombexplosion riktad mot en militärparad i staden Kaspijsk, Dagestan, Ryssland, dödar många soldater och många barn.[1]
- 2004: Den tjetjenska presidenten Achmat Kadyrov mördas genom att en sprängladdning exploderar under VIP-läktaren på stadion i Tjetjeniens huvudstad Groznyj där firandet pågår.[2]

## Bildgalleri

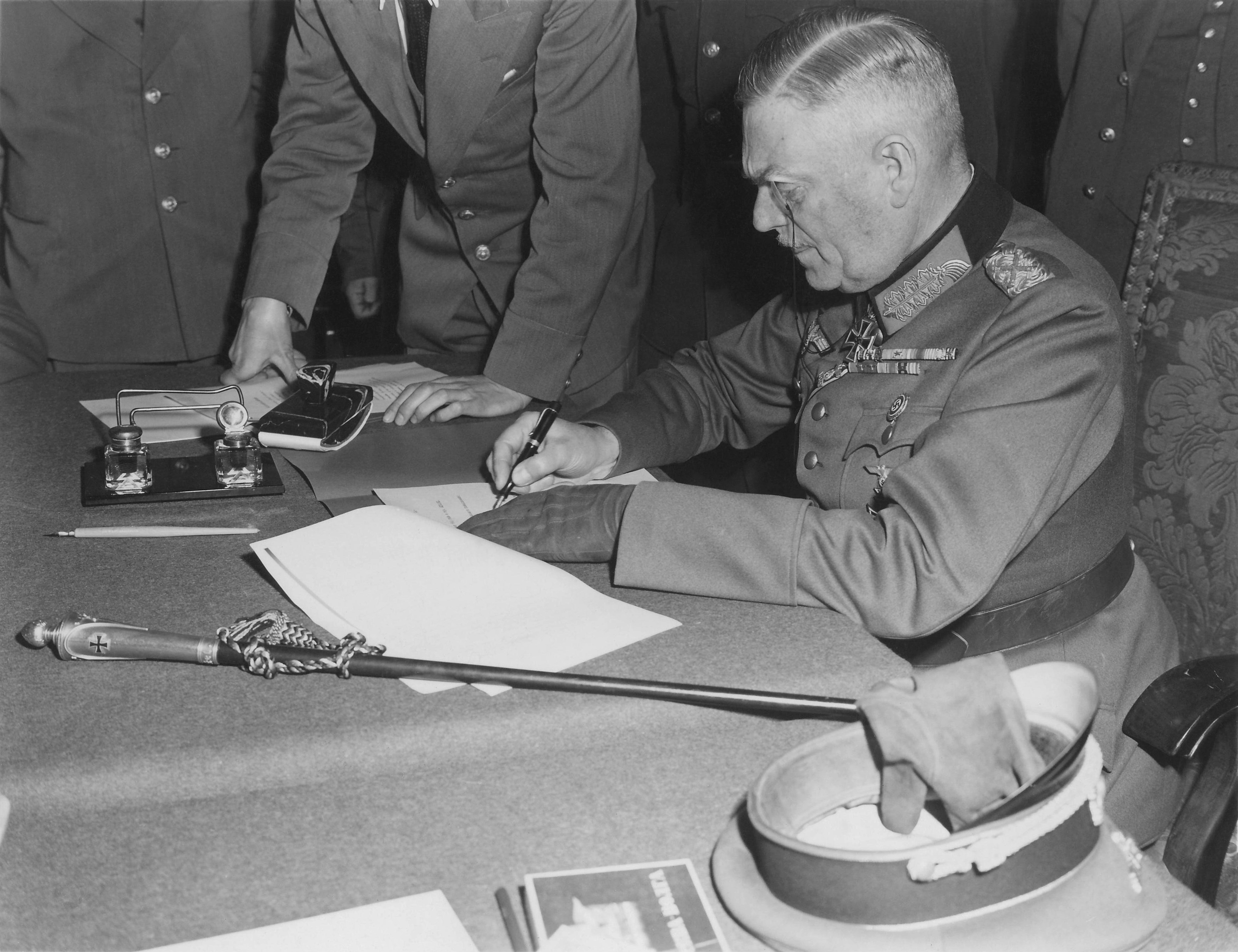
Wilhelm Keitel ratificerar Tysklands villkorslösa kapitulation i Berlin-Karlshorst den 8 maj 1945.
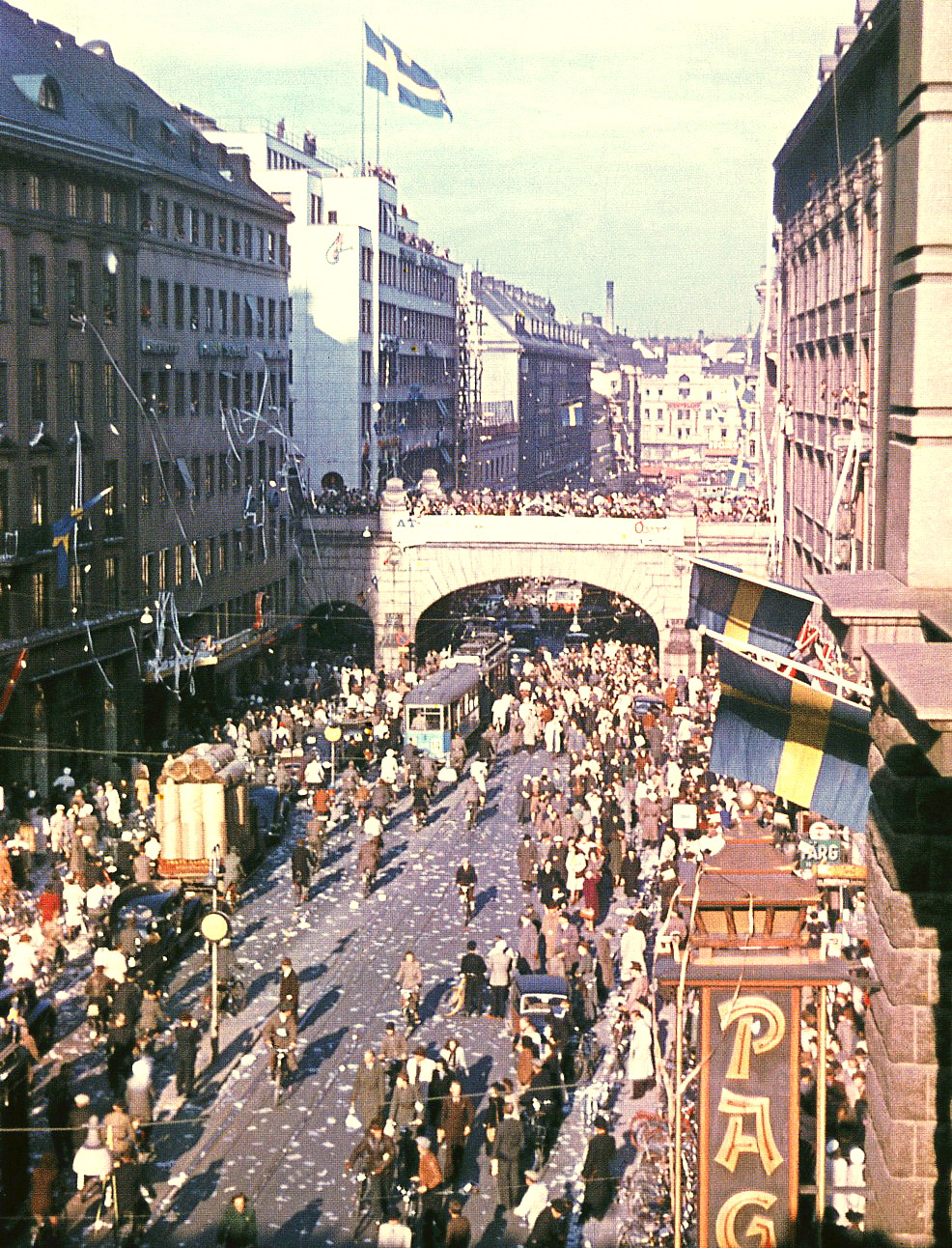
Fredsdagen på Kungsgatan, Stockholm den 7 maj 1945.
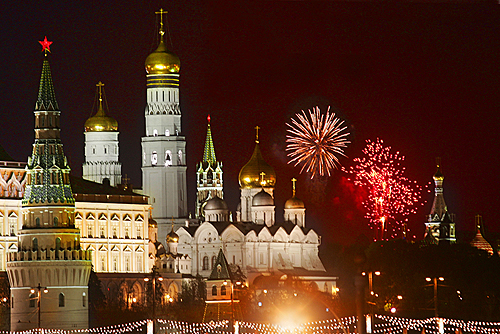
Minnet av segerdagen firas i Moskva 2005.
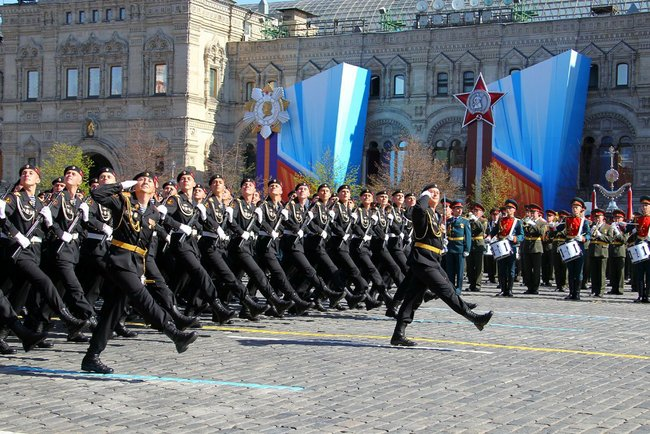
Segerdagsparaden i Moskva 2013.
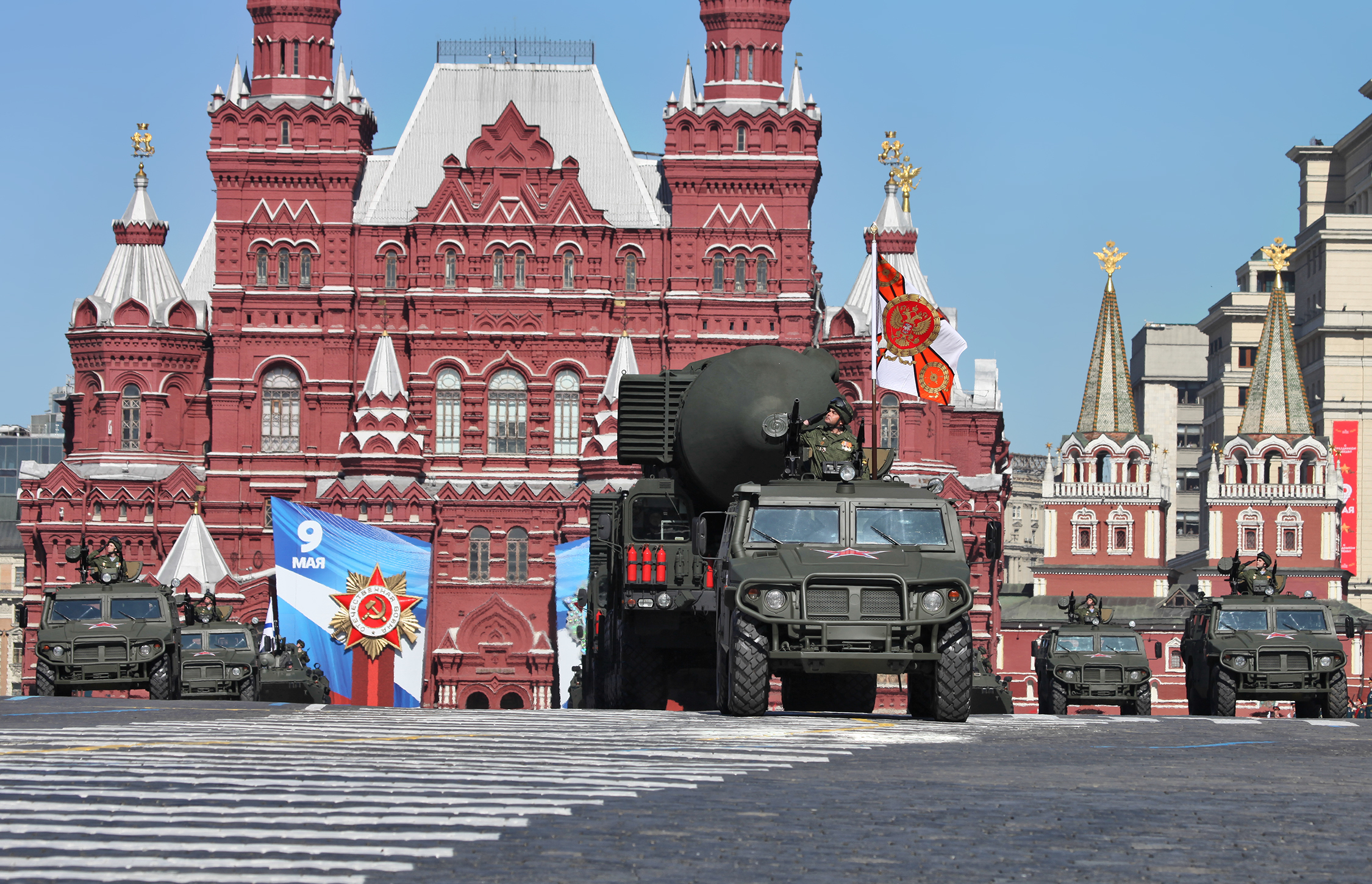
Segerdagsparaden i Moskva 2013 med interkontinental ballistisk missil RT-2PM2 Topol-M.
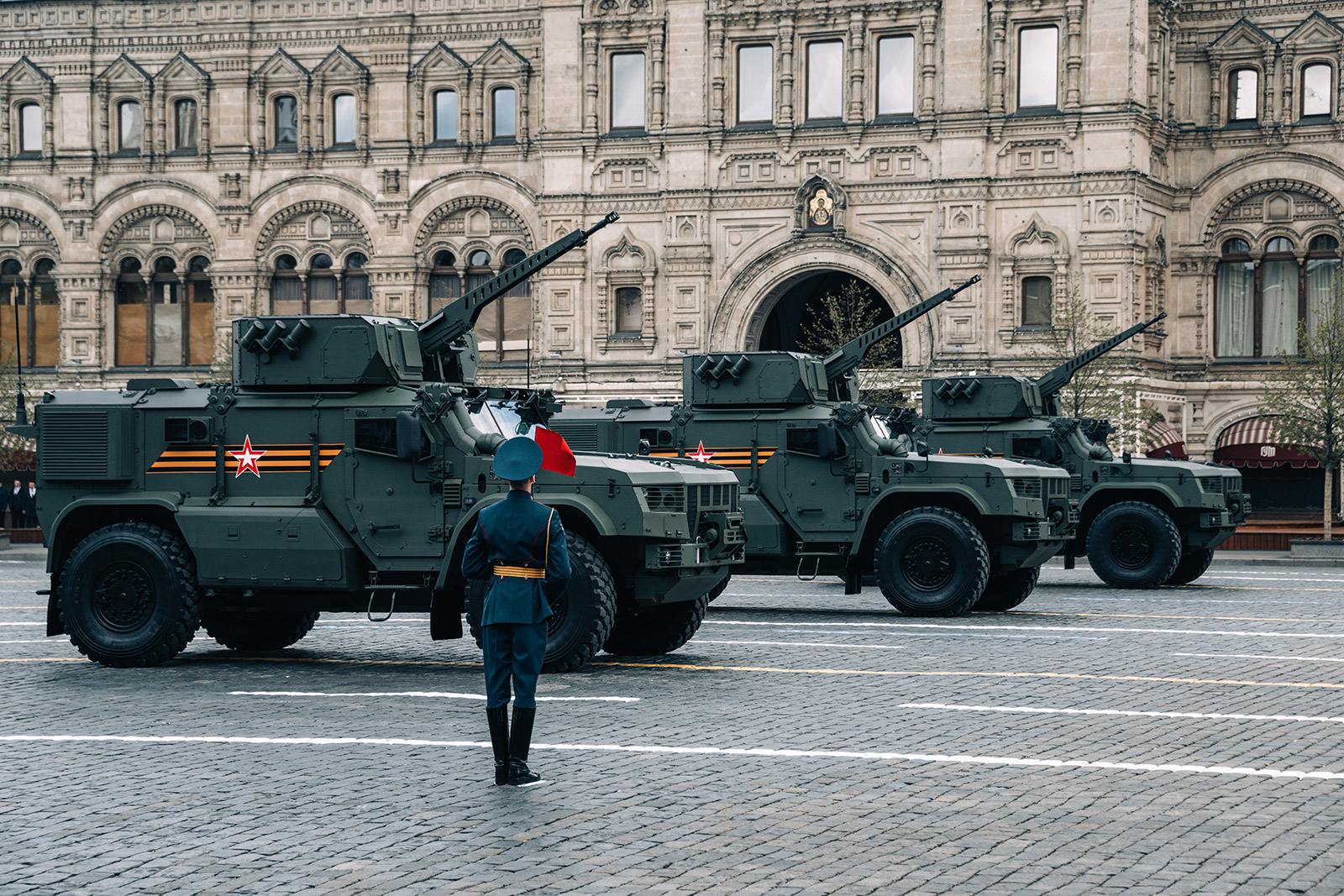
Tre stridsfordon under Segerdagsparaden 2022.